# Saut à la perche masculin aux Jeux olympiques d'été de 1976
Navigation
Munich 1972 Moscou 1980
L'épreuve du saut à la perche masculin aux Jeux olympiques de 1976 s'est déroulée les 24 et 26 juillet 1976 au Stade olympique de Montréal, au Canada.  Elle est remportée par le Polonais Tadeusz Ślusarski.

## Résultats

### Finale
| Rang               | Athlète               | pays                 | 5.00 | 5.10 | 5.20 | 5.25 | 5.30 | 5.35 | 5.40 | 5.45 | 5.50 | 5.55 | 5.60 | Marque | Notes |
| ------------------ | --------------------- | -------------------- | ---- | ---- | ---- | ---- | ---- | ---- | ---- | ---- | ---- | ---- | ---- | ------ | ----- |
| Médaille d'or      | Tadeusz Ślusarski     | Pologne              | –    | –    | o    | –    | –    | –    | o    | –    | o    | xxx  |      | 5.50   | =OR   |
| Médaille d'argent  | Antti Kalliomäki      | Finlande             | –    | o    | –    | –    | o    | –    | o    | o    | o    | xxx  |      | 5.50   | =OR   |
| Médaille de bronze | Dave Roberts          | États-Unis           | –    | –    | –    | –    | –    | xo   | –    | –    | o    | –    | xxx  | 5.50   | =OR   |
| 4                  | Patrick Abada         | France               | –    | –    | –    | –    | xo   | –    | –    | xo   | –    | xxx  |      | 5.45   |       |
| 5                  | Wojciech Buciarski    | Pologne              | –    | –    | o    | –    | –    | xo   | –    | xo   | x-   | xx-  |      | 5.45   |       |
| 6                  | Earl Bell             | États-Unis           | –    | –    | o    | –    | –    | o    | –    | xxo  | –    | xxx  |      | 5.45   |       |
| 7                  | Jean-Michel Bellot    | France               | –    | –    | –    | o    | –    | –    | o    | –    | xxx  |      |      | 5.40   |       |
| 8                  | Itsuo Takanezawa      | Japon                | xo   | –    | xo   | –    | xo   | –    | xxo  | xxx  |      |      |      | 5.40   |       |
| 9                  | Günther Lohre         | Allemagne de l'Ouest | –    | xo   | –    | xo   | –    | xxo  | –    | xxx  |      |      |      | 5.35   |       |
| 10                 | Yuriy Prokhorenko     | Union soviétique     | –    | –    | –    | o    | –    | xxx  |      |      |      |      |      | 5.25   |       |
| 11                 | Władysław Kozakiewicz | Pologne              | –    | –    | –    | xo   | –    | –    | –    | xxx  |      |      |      | 5.25   |       |
| 12                 | Don Baird             | Australie            | –    | o    | –    | xo   | –    | xxx  |      |      |      |      |      | 5.25   |       |
| 13=                | Vladimir Kishkun      | Union soviétique     | –    | –    | o    | –    | –    | –    | xxx  |      |      |      |      | 5.20   |       |
| 13=                | Terry Porter          | États-Unis           | –    | –    | o    | –    | –    | xxx  |      |      |      |      |      | 5.20   |       |
| 15                 | Tapani Haapakoski     | Finlande             | xo   | –    | o    | –    | xxx  |      |      |      |      |      |      | 5.20   |       |
| 16                 | Brian Hooper          | Royaume-Uni          | xo   | –    | xxx  |      |      |      |      |      |      |      |      | 5.00   |       |
| NC                 | Bruce Simpson         | Canada               | xxx  |      |      |      |      |      |      |      |      |      |      | NM     |       |
| NC                 | Roberto Moré          | Cuba                 | –    | xxx  |      |      |      |      |      |      |      |      |      | NM     |       |
| NC                 | François Tracanelli   | France               | –    | –    | –    | –    | xxx  |      |      |      |      |      |      | NM     |       |
| NC                 | Kjell Isaksson        | Suède                | –    | –    | xxx  |      |      |      |      |      |      |      |      | NM     |       |

## Légende
Records et Performances
- AR : Record continental (area record)
- CR : Record des championnats (championship record)
- MR : Record du meeting (meet record)
- NR : Record national (national record)
- OR : Record olympique (olympic record)
- PR : Record paralympique (paralympic record)
- PB : Record personnel (personal best)
- SB : Meilleure performance personnelle de la saison (season's best)
- WL : Meilleure performance mondiale de l'année (world leader)
- WJR : Record du monde junior (world junior record)
- WR : Record du monde (world record)

Circonstances et Conditions
- DNF : N'a pas terminé (did not finish)
- DNS : N'a pas pris le départ (did not start)
- DQ : Disqualification (disqualification)
- NM : Aucun essai valable enregistré (No Mark)
- Q : Qualifié « directement » au prochain tour (ou à la prochaine compétition), lors d'une compétition majeure, grâce au classement ou à la réalisation des minima (automatic qualifier)
- q : Qualifié au prochain tour (ou à la prochaine compétition), lors d'une compétition majeure, grâce au repêchage ou à la réalisation de l'une des meilleures performances parmi celles des « non qualifiés directement » (grâce au meilleur temps ou à la meilleure distance par exemple) (secondary qualifier)